# USS New Jersey (1943)

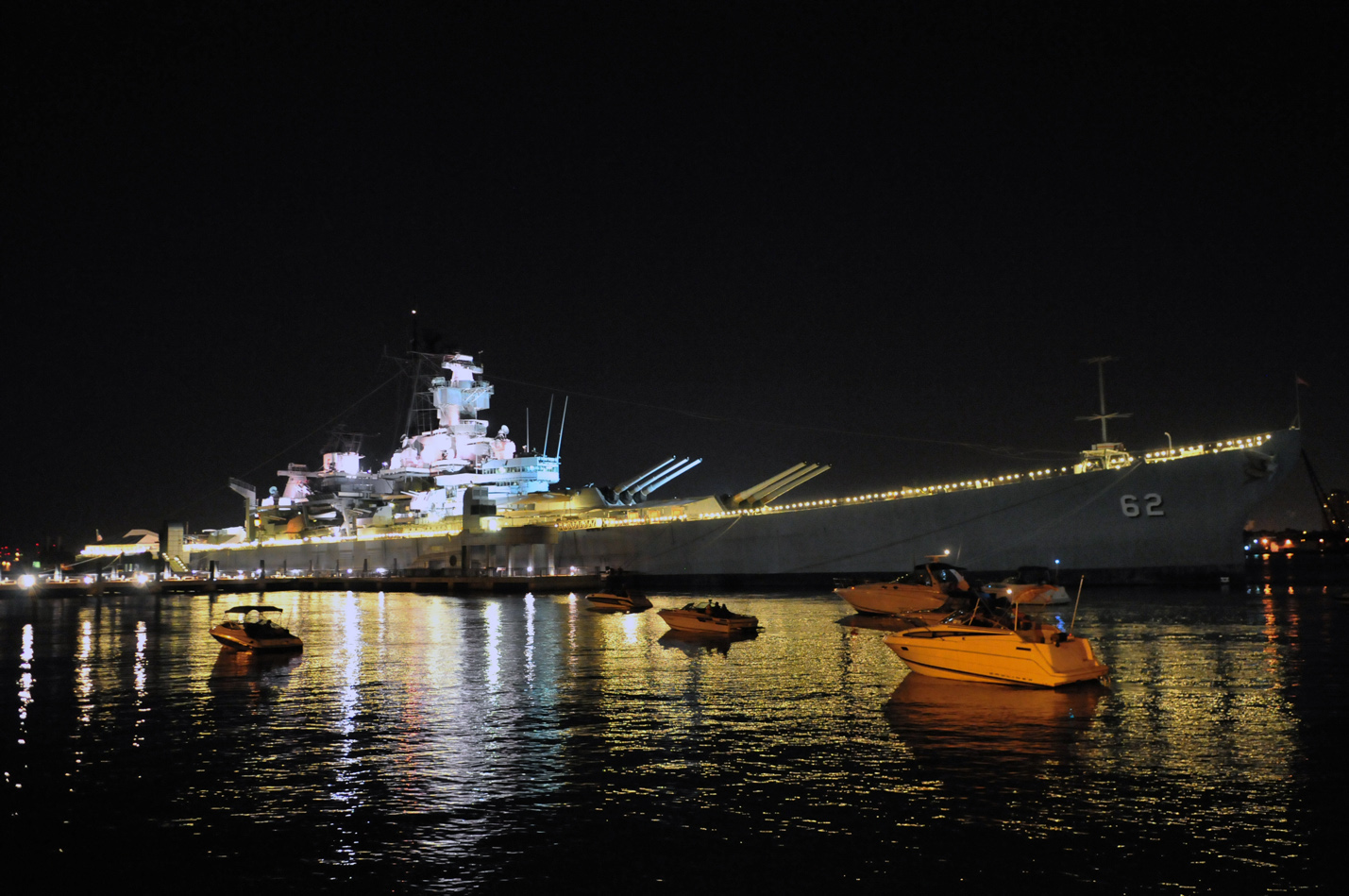
USS New Jersey aan de kade bij Camden

De USS New Jersey (BB-62) is een Amerikaans slagschip van de Iowaklasse. Het schip is te water gelaten in de Tweede Wereldoorlog en is inmiddels buiten gebruik. Het hoofdgeschut bestaat uit negen kanonnen van 406mm (16/50 kaliber Mark 7). Verder heeft het twintig stuks geschut van 127mm (5/38 kaliber).
De New Jersey heeft 19 medailles en eretitels.

## Inzet
Tijdens de dienst heeft de Amerikaanse marine driemaal het schip buitendienst gesteld en vervolgens weer terug genomen. De dienstjaren zijn als volgt:
- 23 mei 1943 - 30 juni 1948
- 21 november 1950 - 21 augustus 1957
- 6 april 1968 - 17 december 1969
- 28 december 1982 - 8 februari 1991

Toen het schip  voor de laatste maal uit dienst werd genomen, werd het in gebruik genomen als museumschip. Het ligt aan de kade in Camden, New Jersey.